# Tali Paj Autonóm Prefektúra
Tali Paj Autonóm Prefektúra (kínai: 大理白族自治州, pinjin: Ta-li Paj-cu Ci-csi-csou, paj: Darl•lit Baif•cuf zirl•zirl•zox) autonóm prefektúra Jünnan tartomány északnyugati részén. Tali területe 29 460 km², székhelye Hsziakuan város.

## Felosztása
A prefektúra 12 megyeszintű területre van osztva: egy megyeszintű város, nyolc megye és három autonóm megye:
| Térkép | Térkép                         | Térkép               | Térkép                       | Térkép          | Térkép        | Térkép            |
| --- | ------------------------------ | -------------------- | ---------------------------- | --------------- | ------------- | ----------------- |
| Tali (city) Jangpi megye Hsziangjün megye Pincsuan megye Mitu megye Nancsian megye Vejsan megye Jungping megye Jünlung megye Erjüan megye Csiancsuan megye Hocsing megye |                                |                      |                              |                 |               |                   |
| # | Név                            | Egyszerűsített kínai | Hanjü pinjin                 | Népesség (2010) | Terület (km²) | Népsűrűség (/km²) |
| 1 | Tali város                     | 大理市               | Dàlǐ Shì                     | 652,000         | 1,468         | 444               |
| 2 | Hsziangjün megye               | 祥云县               | Xiángyún Xiàn                | 456,000         | 2,498         | 183               |
| 3 | Pincsuan megye                 | 宾川县               | Bīnchuān Xiàn                | 349,000         | 2,627         | 133               |
| 4 | Mitu megye                     | 弥渡县               | Mídù Xiàn                    | 313,000         | 1,571         | 199               |
| 5 | Jungping megye                 | 永平县               | Yǒngpíng Xiàn                | 175,000         | 2,884         | 61                |
| 6 | Jünlung megye                  | 云龙县               | Yúnlóng Xiàn                 | 200,000         | 4,712         | 42                |
| 7 | Erjüan megye                   | 洱源县               | Ěryuán Xiàn                  | 268,000         | 2,961         | 91                |
| 8 | Csiancsuan megye               | 剑川县               | Jiànchuān Xiàn               | 170,000         | 2,318         | 73                |
| 9 | Hocsing megye                  | 鹤庆县               | Hèqìng Xiàn                  | 255,000         | 2,395         | 106               |
| 10 | Jengpi ji autonóm megye        | 漾濞彝族自治县       | Yàngbì Yízú Zìzhìxiàn        | 102,000         | 1,957         | 52                |
| 11 | Nancsian ji autonóm megye      | 南涧彝族自治县       | Nánjiàn Yízú Zìzhìxiàn       | 212,000         | 1,802         | 118               |
| 12 | Vejsan ji és huj autonóm megye | 巍山彝族回族自治县   | Wēishān Yízú Huízú Zìzhìxiàn | 304,000         | 2,266         | 134               |

## Demográfia
Etnikai csoportok Taliban, 2000-es népszámlálási adatok
| Etnikum | Népesség  | Százalék |
| ------- | --------- | -------- |
| Han     | 1,659,730 | 50,35%   |
| Paj     | 1,081,167 | 32,8%    |
| Ji      | 426,634   | 12,94%   |
| Huj     | 66,085    | 2,0%     |
| Liszu   | 31,972    | 0,97%    |
| Miao    | 10,967    | 0,33%    |
| Nahszi  | 4,302     | 0,13%    |
| Acsang  | 3,330     | 0,1%     |
| Egyéb   | 12,365    | 0,38%    |